# Robert Bárány
Robert Bárány (Viena, Imperi Austrohongarès 1876 - Uppsala, Suècia 1936) fou un metge austríac guardonat amb el Premi Nobel de Medicina o Fisiologia l'any 1914.

## Biografia
Va néixer el 22 d'abril de 1876 a la ciutat de Viena, en aquells moments capital de l'Imperi Austrohongarès i que avui dia és la capital d'Àustria. Va estudiar medicina a la Universitat de Viena, on es va graduar el 1900. Va realitzar pràctiques de Medicina interna, neurologia i psiquiatria a Alemanya, iniciant l'any 1903 les pràctiques quirúrgiques amb el professor Politzer a la clínica de l'oïda de l'Hospital General de Viena, on va romandre els següents 10 anys.

## Recerca científica
Bárány va definir les respostes normals i anormals a diferents estímuls tèrmics aplicats a l'òrgan de l'audició, enfocant-se principalment en la funció de laberint i als canals semicirculars de l'oïda. Mitjançant la seva recerca va descriure signes i síndromes, i va realitzar proves per a l'estudi de la funció vestibular i la seva relació amb el cerebel.
Com a cirurgià va descriure procediments per a tractar l'otoesclerosis i va servir com cirurgià durant la Primera Guerra Mundial, sent pioner en el tractament de les ferides per armes de foc en el cervell. Va ser fet presoner de guerra per part de Rússia i va continuar la seva pràctica quirúrgica durant la seva reclusió.
L'any 1914 va ser guardonat amb el Premi Nobel de Medicina o Fisiologia per les seves investigacions sobre l'oïda, premi que no va poder recollir personalment en ser encara presoner.
Mitjançant la intervenció del príncep Carles de Suècia i la Creu Roja fou alliberat l'any 1916. Després del seu alliberament va ser acusat de plagi i omissió científica, i va ser absolt d'aquests càrrecs per l'Institut Karolinska. Va viure la resta dels seus dies a la ciutat d'Uppsala, Suècia, com a professor i cap del servei d'otologia de la Universitat d'Uppsala, fins a la seva mort el 8 d'abril de 1936.